# NGC 6454
NGC 6454 é uma galáxia espiral (S) localizada na direcção da constelação de Draco. Possui uma declinação de +55° 42' 16" e uma ascensão recta de 17 horas, 44 minutos e 56,5 segundos.
A galáxia NGC 6454 foi descoberta em 19 de Abril de 1885 por Lewis A. Swift.